# DaMarcus Beasley
DaMarcus Lamont Beasley  (Fort Wayne, Indiana, 24 de mayo de 1982) es un exfutbolista estadounidense. Jugaba como volante por la banda izquierda, pero era un jugador versátil que jugó en numerosas ocasiones como delantero o lateral, tanto en sus clubes como en la selección de los Estados Unidos. Su hermano mayor es Jamar Beasley, miembro del equipo de fútbol sala nacional de Estados Unidos.
Beasley era uno de los jugadores más prominentes de la Major League Soccer antes de ser transferido durante la temporada 2004 al PSV Eindhoven de los Países Bajos. Con el PSV llegó a jugar las semifinales de la Liga de Campeones de Europa, siendo el único estadounidense hasta dicho momento en haber llegado hasta esas alturas del torneo. En 2006 fue cedido al Manchester City de la Premier League, y posteriormente vendido al Glasgow Rangers de Escocia. Luego de un periodo plagado por lesiones y un fugaz paso por el Hannover 96 de la Bundesliga Alemana, Beasley fichó por el Puebla F.C. en 2011, convirtiéndose en el tercer estadounidense en vestir la playera poblana.
Beasley también tuvo una carrera notable con la selección de fútbol de Estados Unidos. Participó en dos Copas Confederaciones y es el único estadounidense en haber jugado en cuatro Copas del Mundo. Se retiró de la selección en diciembre de 2014, luego de haber jugado más de 120 partidos y anotado 17 goles con las barras y las estrellas. No obstante, regresó repentinamente del retiro para incorporarse al conjunto estadounidense para la Copa de Oro de 2015.

## Trayectoria

### Inicios
Beasley se unió a la Academia Juvenil de IMG, el programa de residencia de la Federación de Fútbol de los Estados Unidos en Bradenton, Florida. Antes de mudarse a Florida, Beasley jugó para la Secundaria South Side por dos años. Beasley fue una revelación en el Mundial Sub-17 de 1999 en Nueva Zelanda, ganando el balón de plata como el segundo mejor jugador del torneo, detrás de su compañero Landon Donovan.

### Chicago Fire
Beasley firmó contrato con la MLS el 16 de marzo de 1999 y fue cedido al Los Ángeles Galaxy. Sin embargo, sin haber jugado un solo partido, fue transferido al Chicago Fire, con quienes se destacó desde su debut en el año 2000. En cuatro temporadas en la MLS, Beasley anotó 14 goles, obtuvo 20 asistencias y fue parte del MLS Best XI (el equipo estelar de la temporada) en 2003. Su estadía en el Fire terminó el 19 de julio de 2004, cuando el club holandés PSV Eindhoven compró sus derechos de la MLS por 2.5 millones de dólares. Beasley firmó un contrato de cuatro años con el club de Eindhoven.

### PSV Eindhoven
El entrenador del PSV, Guus Hiddink trajo a Beasley para ser el sucesor de Arjen Robben (quien había fichado con el Chelsea), y por esta razón, Beasley recibió la camiseta número 11. En su primera temporada en la Eredivisie, Beasley jugó 29 de los 34 partidos del club y anotó 6 goles, ayudando al PSV a obtener su 18.º título de la liga. El 28 de mayo de 2005, el PSV avanzó a la final de la Copa Holandesa al derrotar al Feyenoord por penales luego de que Beasley anotase el gol del empate en el último minuto.
Además de tener un gran impacto en las competiciones locales, Beasley se convirtió en el primer estadounidense en jugar un partido semifinal en la UEFA Champions League cuando el PSV se enfrentó al AC Milan. En el partido de ida, PSV cayó 2-0 en San Siro. En el partido de vuelta, PSV ganó 3-1 en el Philips Stadion, pero fueron eliminados por la regla de goles de visitante. Pese a la derrota, Beasley fue un jugador importante, liderando a su equipo con 4 goles en 12 partidos en la Liga de Campeones.
DaMarcus fue multado con 1500 euros por conducir bajo los efectos del alcohol como resultado de un incidente el 16 de enero de 2006. Su licencia de conducir neerlandesa fue suspendida por los siguientes tres meses, seguida de tres meses de observación.

### Manchester City
Luego de una decepcionante temporada con el PSV, el 31 de agosto de 2006, Beasley se unió al equipo inglés del Manchester City en calidad de préstamo por toda la temporada. Sus primeras semanas en el City fueron plagadas de lesiones, limitando su tiempo en la cancha. El 30 de diciembre, Beasley anotó su primer gol con el Manchester City, dándole la victoria sobre el West Ham United en el minuto 83. Anotó 4 veces en 22 partidos en total, antes de retornar al PSV.

### Rangers FC

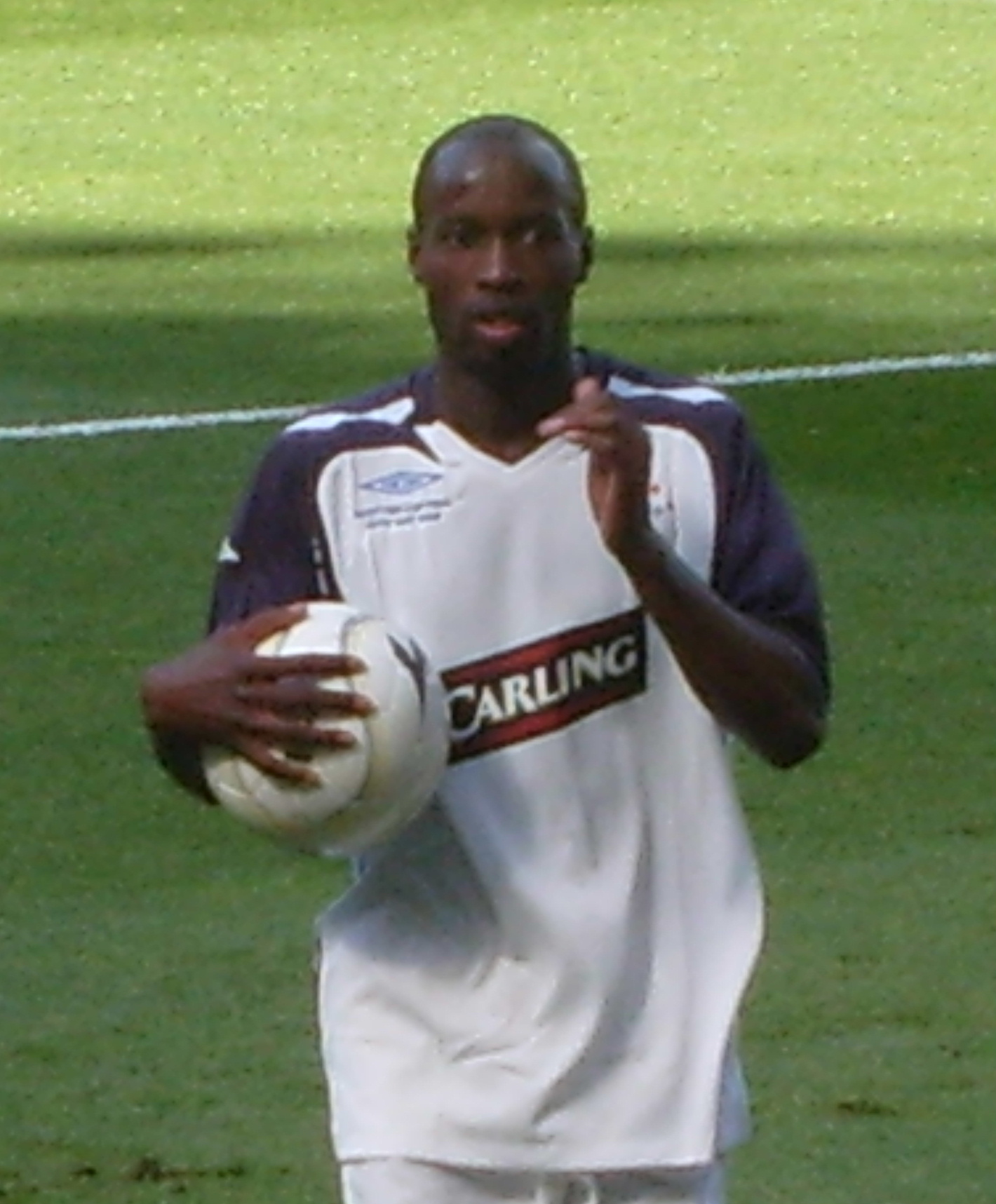
DaMarcus Beasley con el Rangers FC en 2008.

Beasley firmó con el Rangers Football Club de Escocia en junio de 2007 por aproximadamente US$1.000.000, convirtiéndose en el segundo estadounidense en fichar con el club después de Claudio Reyna. Beasley anotó su primer gol con el Rangers el 7 de agosto de 2007 en un partido por la fase clasificatoria de la Liga de Campeones de la UEFA contra el FK Zeta de Macedonia, convirtiéndose, hasta la fecha, en el único estadounidense en anotar goles con dos clubes diferentes en la competición europea. Durante ese partido, Beasley fue sujeto de insultos racistas por parte de los hinchas del Zeta, junto a su compañero de equipo Jean-Claude Darcheville. Luego del incidente, Beasley le pidió a la UEFA y a la FIFA que hagan algo al respecto, lo que llevó a una investigación con la intención de reducir el racismo entre las hinchadas.
El 25 de agosto de 2007 Beasley anotó su primer gol en la Liga Premier Escocesa con el Rangers, en la victoria 2-1 sobre el Kilmarnock FC.
El 2 de octubre de 2007, Beasley jugó un rol importante en la victoria 3-0 del Rangers sobre el Lyon en la fase de grupos de la Liga de Campeones, estando involucrado en los tres goles anotados por su equipo. Fue el autor de las asistencias en los goles de Alan Hutton y Daniel Cousin, y anotó el tercer y último gol del equipo escocés. Por su actuación, recibió el premio al jugador del partido.
Semanas después, Beasley se lesionaría gravemente en una colisión con el guardameta del VfB Stuttgart en un partido de la Liga de Campeones. Esta lesión no le permitió terminar el partido y finalmente se determinó que quedaría fuera para toda la temporada. No obstante, Beasley volvió a jugar al final de la temporada, formando parte de la plantilla del equipo para el partido contra el Dundee United el 10 de mayo de 2008 y siendo titular nuevamente el 19 del mismo mes contra St. Mirren. En su regreso como titular con el Rangers, Beasley anotó un gol y entregó una asistencia en la victoria 3-2 sobre Queen of the South en la final de la Copa de Escocia.
Durante la temporada 2008-09, Beasley jugó 10 partidos de liga con el club y recibió la medalla por ganar el título de la SPL.
Para la temporada 2009-10, Beasley vio muy pocos minutos en cancha con el Rangers. En diciembre de 2009 indicó que buscaría su traspaso cuando el mercado de pases de enero se abriera para poder asegurar un lugar en el equipo estadounidense que enfrentaría la Copa Mundial de Fútbol de 2010. Poco después de esta declaración, Beasley jugó una serie de partidos con Rangers durante el mes de diciembre, logrando muy buenas presentaciones y anotando goles en los partidos contra el Dundee United y el Motherwell. Luego del partido con Motherwell, Beasley expresó su deseo de quedarse con el club y ayudarlos a volver a ganar el título de la SPL. Aunque rangers ganó el título, Beasley no recibió la medalla de campeón ya que solo jugó 8 partidos en toda la temporada, menos del 25% requerido.

### Hannover
El 30 de agosto de 2010, Beasley firmó un contrato por dos años con el Hannover 96 de la Bundesliga alemana. Beasley hizo su debut en Alemania en la derrota 0-2 contra el VfL Wolfsburg el 18 de septiembre de 2010. Luego de ese partido, el estadounidense sólo jugaría 3 partidos con el Hannover en lo que fue su temporada más inactiva desde su debut como profesional en el año 2000.

### Puebla
El 22 de junio de 2011 Beasley fue traspasado al Club de Fútbol Puebla de la Primera División Mexicana. Beasley hizo su debut no oficial con el club el 7 de julio de 2011 en la Copa Tijuana, anotando un gol.
Al regresar de la Copa Mundial de Fútbol de 2014 en julio de ese mismo año, Beasley aseguró que no renovaría su contrato con el club mexicano, quedando libre para fichar con otro club.

### Houston Dynamo
El 23 de julio de 2014, Beasley regresó a la MLS fichando con el Houston Dynamo como jugador franquicia. Hizo su debut con el club el 3 de agosto de ese mismo año, jugando como lateral izquierdo en la victoria 1-0 sobre el D.C. United. Terminaría su primera temporada en Houston con 10 partidos jugados, todos como titular.
En mayo de 2019 anunció su retirada al finalizar la temporada.

## Selección nacional

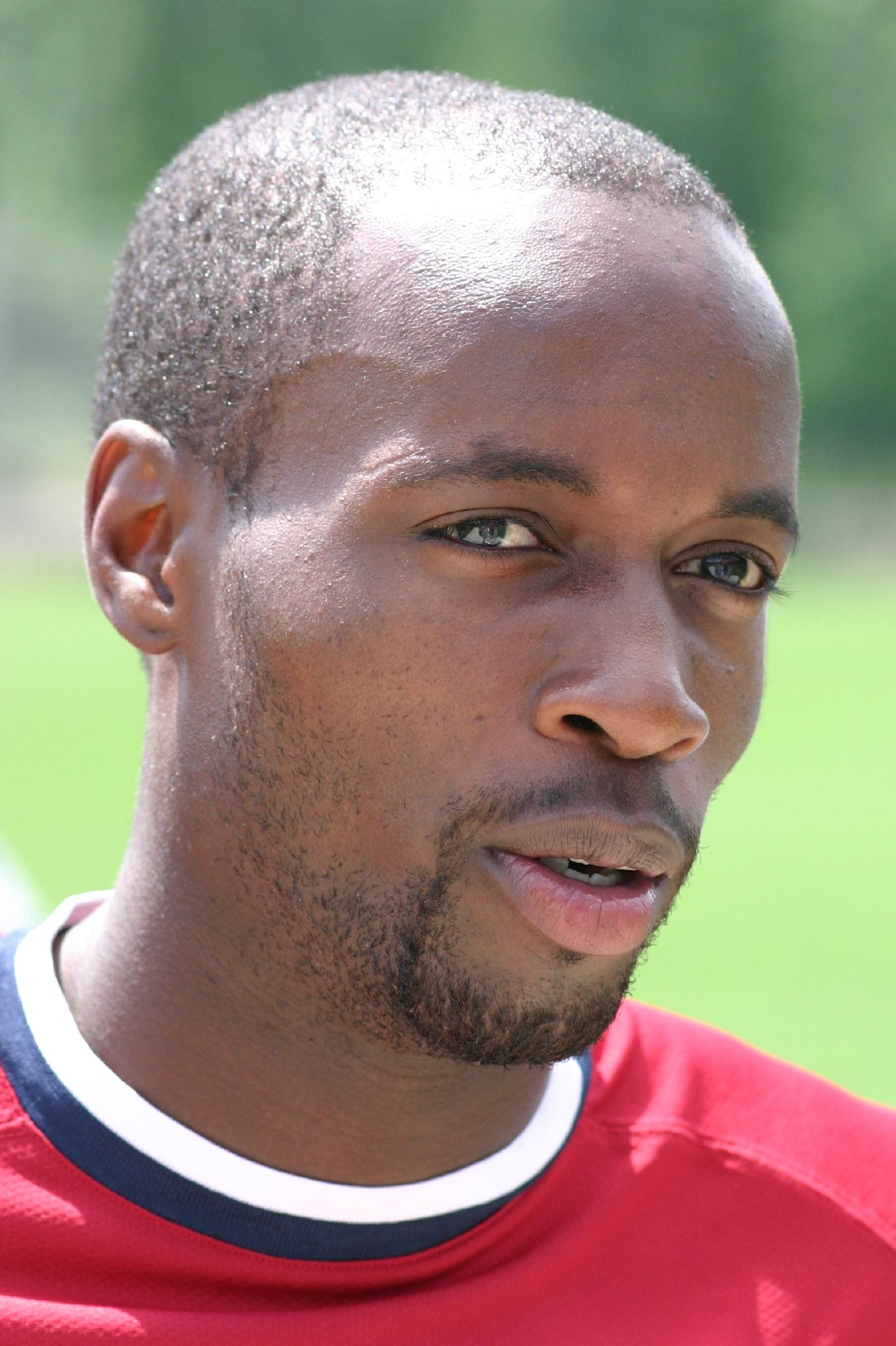
Beasley con la selección de Estados Unidos en 2006.

Beasley ha tenido una carrera notable con la selección nacional de Estados Unidos. Debutó el 27 de enero de 2001 jugando contra China. Jugó para la selección sub-20 en el Campeonato Mundial Juvenil de 2001 en Argentina. Luego de ese campeonato, Beasley se ganó un lugar en la selección mayor que llegó a los cuartos de final del Campeonato Mundial de Fútbol del 2002, donde jugó en los tres partidos de la fase de grupos. Fue parte integral del equipo de Estados Unidos que ganó la Copa de Oro de la CONCACAF en el 2002, 2005 y 2007.
Beasley, junto con el joven volante Landon Donovan, fueron criticados por los fanes y el entrenador Bruce Arena por su pobre desempeño durante la Copa del Mundo de 2006. Sirvió el pase para el único gol del equipo en el torneo (anotado por Clint Dempsey) contra Ghana y tuvo en sus pies lo que pudo haber sido el gol de la victoria contra Italia cuando Brian McBride fue encontrado fuera de lugar, bloqueando a Gianluigi Buffon.
En un partido de las Eliminatorias al Mundial 2010 contra Trinidad y Tobago, Beasley jugó como lateral izquierdo los noventa minutos. Beasly luego comentó que esa había sido la primera vez en su carrera que jugaba en esa posición.
Las lesiones por las que pasó mientras jugaba para el Rangers perjudicaron su rendimiento con la selección nacional. Durante el segundo partido de la Copa FIFA Confederaciones de 2009 contra Brasil, Beasley perdió el balón en un tiro de esquina corto, permitiendo así a Brasil contraatacar y anotar un gol. Fue sustituido poco después y no volvió a jugar en todo el campeonato.
Beasley fue convocado por Bob Bradley entre los 23 jugadores que viajaron a Sudádfrica en el 2010, pero solo jugó entrando desde la banca en el último partido de la fase de grupos contra Argelia.
Luego de haber sido dejado fuera del equipo, tanto por Bradley como por Jürgen Klinsmann entre 2011 y gran parte de 2012, Beasley volvió a ser titular con las barras y las estrellas en marzo de 2013, jugando un buen partido como lateral izquierdo ante Costa Rica por las eliminatorias para la Copa Mundial de Fútbol de 2014. Volvió a destacarse en esa posición ante México días más tarde, y a partir de allí volvió a tomar un rol importante en el equipo.
El 27 de junio se anunció su inclusión en la lista definitiva de 23 jugadores que representará a Estados Unidos en la Copa de Oro de la Concacaf 2013, marcando así el tercer torneo continental del que participará Beasley. Días más tarde, el entrenador Jürgen Klinsmann nombró a Beasley como capitán del equipo para el torneo.
El 12 de mayo de 2014, Klinsmann incluyó a Beasley en la lista provisional de 30 jugadores con miras a la Copa Mundial de Fútbol de 2014, siendo ratificado en la lista final de 23 jugadores el 22 de mayo de 2014. En el torneo, Beasley se convirtió en el primer estadounidense en jugar en cuatro Mundiales consecutivos.
Meses después de terminado el Mundial, en diciembre de 2014, Beasley anunció su retiro de la selección mayor de los Estados Unidos luego de haber jugado 121 partidos y anotado 17 goles. No obstante, Beasley fue incluido en la nómina preliminar de 35 jugadores con miras a la Copa de Oro 2015, y anunció que había decidido salir del retiro para dicho torneo luego de ser invitado por el entrenador Jürgen Klinsmann. El 14 de julio se anunció que Beasley sería uno de tres jugadores que se incorporarían a la selección estadounidense como reemplazo para la segunda ronda del torneo, oficializando así su regreso al fútbol internacional. No obstante, jugó solo el partido por el tercer y cuarto puesto del torneo, partido en el cual erró uno de los penales en la definición del partido.
| Club                                           | País           | PJ  | Goles | Periodo   |
| ---------------------------------------------- | -------------- | --- | ----- | --------- |
| Selección nacional de fútbol de Estados Unidos | Estados Unidos | 126 | 17    | 2001-2017 |

### Participaciones en Copas del Mundo
| Mundial                                | Sede                  | Resultado        |
| -------------------------------------- | --------------------- | ---------------- |
| Copa Mundial de Fútbol Sub-17 de 1999  | Nueva Zelanda         | Cuarto lugar     |
| Copa Mundial de Fútbol Juvenil de 2001 | Argentina             | Octavos de final |
| Copa Mundial de Fútbol de 2002         | Corea del Sur y Japón | Cuartos de final |
| Copa Mundial de Fútbol de 2006         | Alemania              | Primera fase     |
| Copa Mundial de Fútbol de 2010         | Sudáfrica             | Octavos de final |
| Copa Mundial de Fútbol de 2014         | Brasil                | Octavos de final |

### Participaciones en la Copa de Oro de la Concacaf
| Copa                            | Sede                    | Resultado    |
| ------------------------------- | ----------------------- | ------------ |
| Copa de Oro de la Concacaf 2002 | Estados Unidos          | Campeón      |
| Copa de Oro de la Concacaf 2003 | Estados Unidos y México | Tercer lugar |
| Copa de Oro de la Concacaf 2005 | Estados Unidos          | Campeón      |
| Copa de Oro de la Concacaf 2007 | Estados Unidos          | Campeón      |
| Copa de Oro de la Concacaf 2013 | Estados Unidos          | Campeón      |
| Copa de Oro de la Concacaf 2015 | Estados Unidos          | Cuarto lugar |

### Participaciones en Copa Confederaciones
| Copa                      | Sede      | Resultado  |
| ------------------------- | --------- | ---------- |
| Copa Confederaciones 2009 | Sudáfrica | Subcampeón |

### Goles con la selección nacional
Actualizado al 10 de julio de 2013.
| #  | Fecha                   | Lugar                         | Oponente      | Gol | Resultado | Competición                     |
| -- | ----------------------- | ----------------------------- | ------------- | --- | --------- | ------------------------------- |
| 1  | 19 de enero de 2002     | Pasadena, California          | Corea del Sur | 2–1 | 2–1       | Copa de Oro de la CONCACAF 2002 |
| 2  | 12 de mayo de 2002      | Washington D. C.              | Uruguay       | 2–0 | 2–1       | Amistoso                        |
| 3  | 16 de mayo de 2002      | East Rutherford, Nueva Jersey | Jamaica       | 5–0 | 5–0       | Amistoso                        |
| 4  | 19 de junio de 2003     | St. Etienne, Francia          | Turquía       | 1–0 | 1–2       | Copa FIFA Confederaciones 2003  |
| 5  | 31 de marzo de 2004     | Płock, Polonia                | Polonia       | 1–0 | 1–0       | Amistoso                        |
| 6  | 13 de junio de 2004     | Columbus, Ohio                | Granada       | 1–0 | 3–0       | Eliminatorias al Mundial 2006   |
| 7  | 13 de junio de 2004     | Columbus, Ohio                | Granada       | 2–0 | 3–0       | Eliminatorias al Mundial 2006   |
| 8  | 20 de junio de 2004     | Saint George, Granada         | Granada       | 3–1 | 3–2       | Eliminatorias al Mundial 2006   |
| 9  | 5 de julio de 2005      | Seattle, Washington           | Cuba          | 3–1 | 4–1       | Copa de Oro de la CONCACAF 2005 |
| 10 | 16 de julio de 2005     | Foxboro, Massachusetts        | Jamaica       | 2–0 | 3–1       | Copa de Oro de la CONCACAF 2005 |
| 11 | 16 de julio de 2005     | Foxboro, Massachusetts        | Jamaica       | 3–0 | 3–1       | Copa de Oro de la CONCACAF 2005 |
| 12 | 3 de septiembre de 2005 | Columbus, Ohio                | México        | 2–0 | 2–0       | Eliminatorias al Mundial 2006   |
| 13 | 2 de junio de 2007      | San José, California          | China         | 1–0 | 4–1       | Amistoso                        |
| 14 | 12 de junio de 2007     | Foxboro, Massachusetts        | El Salvador   | 1–0 | 4–0       | Copa de Oro de la CONCACAF 2007 |
| 15 | 12 de junio de 2007     | Foxboro, Massachusetts        | El Salvador   | 4–0 | 4–0       | Copa de Oro de la CONCACAF 2007 |
| 16 | 11 de octubre de 2008   | Washington D. C.              | Cuba          | 1–0 | 6–1       | Eliminatorias al Mundial 2010   |
| 17 | 11 de octubre de 2008   | Washington D. C.              | Cuba          | 2–0 | 6–1       | Eliminatorias al Mundial 2010   |

## Clubes
| Club                     | País           | Año       |
| ------------------------ | -------------- | --------- |
| Chicago Fire             | Estados Unidos | 2000-2004 |
| PSV Eindhoven            | Países Bajos   | 2004-2006 |
| Manchester City (cedido) | Inglaterra     | 2006-2007 |
| Rangers                  | Escocia        | 2007-2010 |
| Hannover 96              | Alemania       | 2010-2011 |
| Puebla                   | México         | 2011-2014 |
| Houston Dynamo           | Estados Unidos | 2014-2019 |